# Schwedische Mehlbeere
Die Schwedische Mehlbeere (Sorbus intermedia), auch Schwedische Vogelbeere oder Oxelbeere, ist ein Baum in der Gattung der Mehlbeeren (Sorbus) aus der Familie der Rosengewächse (Rosaceae).

## Vorkommen
Das natürliche Vorkommen der Schwedischen Mehlbeere erstreckt sich auf Südschweden, Dänemark, (Insel Bornholm), Südfinnland, das Baltikum, Polen und Nordostdeutschland. Andernorts wird sie als Zierbaum in Gärten und Parks gepflanzt oder als Straßenbaum verwendet.

## Beschreibung
Die Schwedische Mehlbeere ist ein erbfester, tetraploider, apomiktischer Tripelbastard (Sorbus aria × Sorbus aucuparia × Sorbus torminalis). Die Chromosomenzahl beträgt 2n = 68.
Der Baum erreicht eine Höhe von bis zu 15 Metern und bildet eine dichte, einförmige Krone aus. Die Rinde ist gewöhnlich grau und glatt und weist wenig Risse auf, das Holz ist zäh und weißlich. Die bis zu 10 Zentimeter langen, eiförmigen Laubblätter sind bis zur Mitte gelappt, an der Spitze gesägt. Die Oberseite ist dunkelgrün glänzend, die Unterseite grau-filzig. Im Herbst verfärben sich die Blätter rot. Die Blüten haben einen Durchmesser von bis zu 2 Zentimetern und sind mit fünf weißen Blütenblättern in rispenartigen Blütenständen besetzt. Die Pflanze blüht von Mai bis Juni. Die Schwedische Mehlbeere trägt beerenartige Apfelfrüchte, die mehrere Kerne enthalten. Diese sind kugel- bis eiförmig, bis zu 1 Zentimeter dick und von oranger bis roter Farbe. Sie sind essbar und von mehlig-süßlichem Geschmack.

## Verwendung

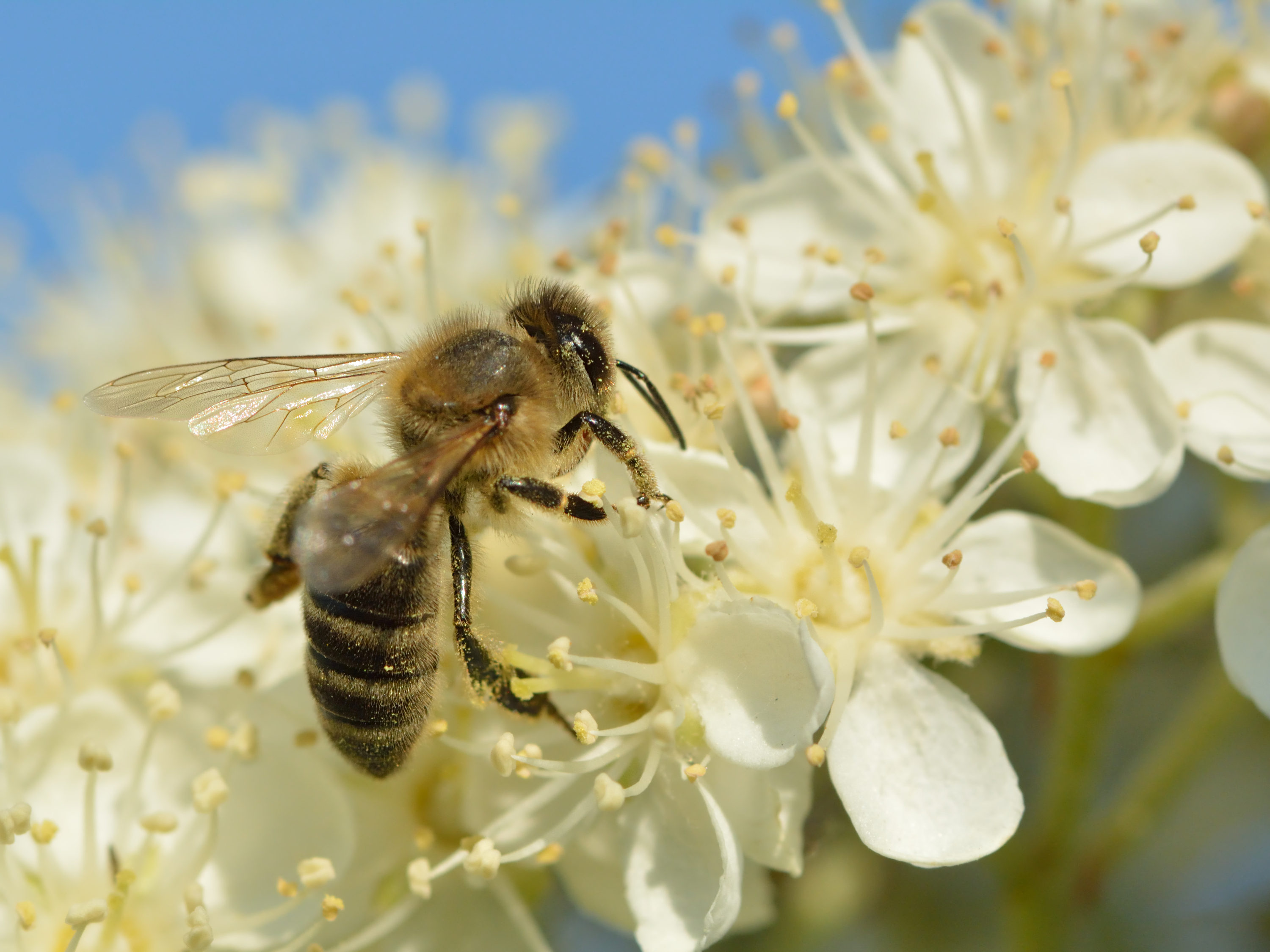

Aus dem Holz der Schwedischen Mehlbeere werden vor allem Gliedermaßstäbe, Kegel und Kegelkugeln hergestellt.
Die Schwedische Mehlbeere ist ein häufig verwendeter und dekorativer Zier- und Straßenbaum. Er verwildert oft und breitet sich dabei zunehmend auch in Deutschland aus.
Die Früchte sind essbar. Sie werden vor allem nach Frosteinwirkung zur Herstellung von Saft, Marmelade und Gelee verwendet.